# 丁赛姆
丁赛姆（法語：Dingsheim，发音：[diŋsaim]）是法国下莱茵省的一个市镇，属于萨韦尔讷区和布克斯维莱尔县（Bouxwiller）。该市镇总面积4.95平方公里，2009年时的人口为1305人。

## 人口
丁赛姆人口变化图示